# Edu Coimbra
Edu Coimbra (n. 5 februarie 1947, Rio de Janeiro, Districtul Federal⁠(d), Brazilia) este un fost fotbalist brazilian.
În 1967, Edu a jucat 2 meciuri pentru echipa națională a Braziliei.

## Statistici
| Brazilia | Brazilia | Brazilia |
| An       | Meciuri  | Goluri   |
| -------- | -------- | -------- |
| 1967     | 2        | 0        |
| Total    | 2        | 0        |